# Calhoun City
La ville américaine de Calhoun City est située dans le comté de Calhoun, dans l’État du Mississippi. Lors du recensement de 2000, sa population s’élevait à 1 872 habitants.

## Source
- (en) Cet article est partiellement ou en totalité issu de l’article de Wikipédia en anglais intitulé « Calhoun City, Mississippi » (voir la liste des auteurs).